# Kočky (muzikál)
Muzikál Kočky (v anglickém originále Cats) je dílo muzikálového skladatele Andrew Lloyd Webbera. Děj a většina písňových textů vychází ze sbírky básní anglického básníka Thomase Stearnse Eliota - Praktická kniha o šikovných kočkách (Old Possum's Book of Practical Cats).
Abstraktní pohádkový příběh vypráví o pravidelném setkávání koček z Jellica na výročním bále, kde vždy jedna vyvolená kočka získává možnost dalšího života. Každá kočka se samozřejmě snaží o to být ona vyvolená, a tak divák v průběhu představení poznává mnoho kočičích hrdinů rozličných jmen i charakterů…
Muzikál měl premiéru na West Endu v roce 1981. Pro své neobvykle náročné spojení hudby, tance a herectví je považován za jeden z nejlepších neamerických muzikálů vůbec. Během uvádění na londýnském West Endu získal nadšené zástupy obdivovatelů, kteří jej drželi v žebříčku hraných muzikálů přes dvacet let. Ústřední melodie muzikálu Memory (která jediná nepochází z knižní předlohy T. S. Eliota) se stala jednou z nejhranějších a nejnahrávanějších písní posledních 30 let.

## Česká verze
Česká verze muzikálu měla premiéru na podzim 2004 v pražském RockOpera Praha, autorem českého libreta je Michael Prostějovský. V inscenaci se představili například Yvetta Blanarovičová, Daniela Šinkorová a Roman Říčař. Česká verze muzikálu však i z důvodů neshod v produkčním týmu a špatné marketingové strategie nedosáhla takové návštěvnosti a popularity, která byla očekávána, a byla v září 2005 ukončena. Městské divadlo Brno vytvořilo novou verzi tohoto muzikálu. Premiéra proběhla 11. května 2013, v hlavních rolích se objevili například Alena Antalová, Hana Holišová a Peter Gazdík. Derniéra se konala 1. srpna 2017. Divadlo Josefa Kajetána Tyla v Plzni uvádělo muzikál Kočky od 25. prosince 2014 do prosince 2017. Od 20. září 2018 byl muzikál hrán Ostravě v Národním divadle moravskoslezském.